# VfB Lübeck
VfB Lübeck is een Duitse sportclub uit Lübeck, Sleeswijk-Holstein. De club is voornamelijk voor zijn voetbalafdeling bekend maar is ook actief in badminton, gymnastiek, tafeltennis en handbal. De club heeft een jarenlange rivaliteit met 1. FC Phönix Lübeck, maar sinds de jaren negentig is deze club helemaal weggezakt naar de onderste speelklassen zodat de club elkaar niet meer competitief treffen.

## Geschiedenis
De club werd in 1919 opgericht als BV Vorwärts 1919 Lübeck, een arbeidersclub. Na de reorganisatie van de competitie onder impuls van het Derde Rijk in 1933 werd het team verboden door Adolf Hitler en ontbonden.
Na Tweede Wereldoorlog werd de club heropgericht als VfB Lübeck. De spelers van de politieclub SV Polizei Lübeck, die nu door de Britse bezetters verboden werd sloten zich bij VfB aan. De club speelde in de Oberliga Nord, een van de toenmalige 5 hoogste speelklassen. De club speelde in totaal 9 seizoenen in de 1ste klasse van de Oberliga. Na de oprichting van de Bundesliga in 1963 werd de club in de Regionalliga Nord ingedeeld en speelde daar alle 11 seizoenen tot 1974, daarna werden de 5 Regionalliga's vervangen door twee 2. Bundesliga's en moesten een aantal clubs degraderen naar de 3de klasse, waaronder Lübeck.
Het zou meer dan 2 decennia duren vooraleer de club kon terugkeren naar de 2de klasse. Na 2 jaar degradeerde de club opnieuw en kon na 5 seizoenen terugkeren ...opnieuw voor 2 jaar. Sinds 2004 speelt de club in de Regionalliga (3de klasse). Datzelfde jaar haalde de club de halve finale van de DFB-Pokal en werd daar verslagen door Werder Bremen. In 2013 ging de club failliet en ging opnieuw van start in de Schleswig-Holstein-Liga. De club werd meteen kampioen en promoveerde naar de Regionalliga.

## Overzichtslijsten
| Niveau | Aantal | Periode (1947-2025)                                                        |
| ------ | ------ | -------------------------------------------------------------------------- |
| I      | 9      | 1947-1950, 1952-1954, 1957-1958, 1959-1961, 1962-1963                      |
| II     | 22     | 1950-1952, 1954-1957, 1958-1959 1961-1962, 1963-1974, 1995-1997, 2002-2004 |
| III    | 19     | 1977-1983, 1993-1995, 1997-2002, 2004-2008, 2020-2021, 2023-2024           |
| IV     | 27     | 1974-1977, 1983-1993, 2008-2013, 2014-2020, 2021-2023, 2024-....           |
| V      | 1      | 2013-2014                                                                  |

### Eindklasseringen vanaf 1964 (grafisch)
- 1964 14e
Regionalliga
- 1965 11e
Regionalliga
- 1966 5e
Regionalliga
- 1967 10e
Regionalliga
- 1968 9e
Regionalliga
- 1969 2e
Regionalliga
- 1970 7e
Regionalliga
- 1971 3e
Regionalliga
- 1972 6e
Regionalliga
- 1973 6e
Regionalliga
- 1974 16e
Regionalliga
- 1975 1e
Niveau 4
- 1976 3e
Niveau 4
- 1977 1e
Niveau 4
- 1978 7e
Niveau 3
- 1979 4e
Oberliga
- 1980 10e
Oberliga
- 1981 12e
Oberliga
- 1982 15e
Oberliga
- 1983 17e
Oberliga
- 1984 3e
Niveau 4
- 1985 4e
Niveau 4
- 1986 7e
Niveau 4
- 1987 1e
Niveau 4
- 1988 2e
Niveau 4
- 1989 1e
Niveau 4
- 1990 1e
Niveau 4
- 1991 8e
Niveau 4
- 1992 1e
Niveau 4
- 1993 1e
Niveau 4
- 1994 9e
Oberliga
- 1995 1e
Regionalliga
- 1996 13e
2. Bundesliga
- 1997 16e
2. Bundesliga
- 1998 7e
Regionalliga
- 1999 2e
Regionalliga
- 2000 2e
Regionalliga
- 2001 3e
Regionalliga
- 2002 1e
Regionalliga
- 2003 11e
2. Bundesliga
- 2004 15e
2. Bundesliga
- 2005 3e
Regionalliga
- 2006 3e
Regionalliga
- 2007 9e
Regionalliga
- 2008 16e
Regionalliga
- 2009 8e
Regionalliga
- 2010 9e
Regionalliga
- 2011 3e
Regionalliga
- 2012 11e
Regionalliga
- 2013 18e
Regionalliga
- 2014 1e
Oberliga
- 2015 7e
Regionalliga
- 2016 7e
Regionalliga
- 2017 4e
Regionalliga
- 2018 4e
Regionalliga
- 2019 2e
Regionalliga
- 2020 1e
Regionalliga
- 2021 19e
3. Liga
- 2022 5e
Regionalliga
- 2023 1e
Regionalliga
- 2024 19e
3. Liga
- 2025 7e
Regionalliga

- Niveau 2
- Niveau 3
- Niveau 4
- Niveau 5

| Legenda niveautijdlijn | Legenda niveautijdlijn      | Legenda niveautijdlijn      | Legenda niveautijdlijn      | Legenda niveautijdlijn    | Legenda niveautijdlijn |
| Liga                   | Seizoen 1963/64 t/m 1973/74 | Seizoen 1974/75 t/m 1993/94 | Seizoen 1994/95 t/m 2007/08 | Seizoen 2008/09 tot heden | Opmerking              |
| ---------------------- | --------------------------- | --------------------------- | --------------------------- | ------------------------- | ---------------------- |
| Bundesliga             | Niveau I                    | Niveau I                    | Niveau I                    | Niveau I                  |                        |
| 2. Bundesliga          | --                          | Niveau II                   | Niveau II                   | Niveau II                 |                        |
| 3. Liga                | --                          | --                          | --                          | Niveau III                |                        |
| Regionalliga           | Niveau II                   | --                          | Niveau III                  | Niveau IV                 |                        |
| Oberliga               | --                          | Niveau III *                | Niveau IV                   | Niveau V                  | * vanaf 1978/79        |

### Seizoensresultaten vanaf 1964
| Seizoen | Competitie                      | Niveau | Eindstand | DFB Pokal    | Opmerking                                                                                                  |
| ------- | ------------------------------- | ------ | --------- | ------------ | --- |
| 1963/64 | Regionalliga Nord               | II     | 14        | --           | |
| 1964/65 | Regionalliga Nord               | II     | 11        | --           | |
| 1965/66 | Regionalliga Nord               | II     | 5         | --           | |
| 1966/67 | Regionalliga Nord               | II     | 10        | 1e ronde     | < Kickers Offenbach: 0-1 n.v.                                                                              |
| 1967/68 | Regionalliga Nord               | II     | 9         | 1e ronde     | < TSV 1860 München: 0-1                                                                                    |
| 1968/69 | Regionalliga Nord               | II     | 2         | --           | 5e in promotieserie met Rot-Weiß Oberhausen, Freiburger FC, SV Alsenborn en Hertha Zehlendorf              |
| 1969/70 | Regionalliga Nord               | II     | 7         | --           | |
| 1970/71 | Regionalliga Nord               | II     | 3         | --           | |
| 1971/72 | Regionalliga Nord               | II     | 6         | --           | |
| 1972/73 | Regionalliga Nord               | II     | 6         | --           | |
| 1973/74 | Regionalliga Nord               | II     | 16        | --           | 4e van 5 clubs in kwalificatiegroep A voor Oberliga Nord                                                   |
| 1974/75 | Landesliga Schleswig-Holstein   | IV     | 1         | 2e ronde     | < FK Pirmasens: 0-6; geen 1e plaats in promotieserie                                                       |
| 1975/76 | Landesliga Schleswig-Holstein   | IV     | 3         | --           | |
| 1976/77 | Landesliga Schleswig-Holstein   | IV     | 1         | --           | 1e in promotieserie A met Altona 93, Hannover 96-amateurs en VfB Peine                                     |
| 1977/78 | Oberliga Nord                   | III    | 7         | --           | kwartfinale Duits amateurkampioenschap > FC Rastatt 04: 3-1 / 0-4                                          |
| 1978/79 | Oberliga Nord                   | III    | 4         | 1e ronde     | < SG Ellingen: 1-3                                                                                         |
| 1979/80 | Oberliga Nord                   | III    | 10        | 1e ronde     | < Reinickendorfer Füchse: 2-4                                                                              |
| 1980/81 | Oberliga Nord                   | III    | 12        | --           | |
| 1981/82 | Oberliga Nord                   | III    | 15        | --           | |
| 1982/83 | Oberliga Nord                   | III    | 17        | --           | |
| 1983/84 | Verbandsliga Schleswig-Holstein | IV     | 3         | --           | |
| 1984/85 | Verbandsliga Schleswig-Holstein | IV     | 4         | --           | |
| 1985/86 | Verbandsliga Schleswig-Holstein | IV     | 7         | --           | |
| 1986/87 | Verbandsliga Schleswig-Holstein | IV     | 1         | --           | winnaar SHFV-Pokal                                                                                         |
| 1987/88 | Verbandsliga Schleswig-Holstein | IV     | 2         | 1e ronde     | < Schwarz-Weiß Essen: 1-2                                                                                  |
| 1988/89 | Verbandsliga Schleswig-Holstein | IV     | 1         | --           | |
| 1989/90 | Verbandsliga Schleswig-Holstein | IV     | 1         | --           | |
| 1990/91 | Verbandsliga Schleswig-Holstein | IV     | 8         | --           | |
| 1991/92 | Verbandsliga Schleswig-Holstein | IV     | 1         | --           | winnaar SHFV-Pokal                                                                                         |
| 1992/93 | Verbandsliga Schleswig-Holstein | IV     | 1         | 1e ronde     | < SSV Jahn Regensburg: 1-2                                                                                 |
| 1993/94 | Oberliga Nord                   | III    | 9         | --           | |
| 1994/95 | Oberliga Nord                   | III    | 1         | --           | winnaar SHFV-Pokal > Heider SV:                                                                            |
| 1995/96 | 2. Bundesliga                   | II     | 13        | 1e ronde     | < Greifswalder SC: 1-4                                                                                     |
| 1996/97 | 2. Bundesliga                   | II     | 16        | 2e ronde     | < MSV Duisburg: 0-1 n.v.                                                                                   |
| 1997/98 | Regionalliga Nord               | III    | 7         | 2e ronde     | < KFC Uerdingen 05: 1-4; winnaar SHFV-Pokal > Holstein Kiel: 1-0                                           |
| 1998/99 | Regionalliga Nord               | III    | 2         | 1e ronde     | < VfB Stuttgart: 1-2; winnaar SHFV-Pokal > TSV Altenholz: 3-0                                              |
| 1999/00 | Regionalliga Nord               | III    | 2         | 2e ronde     | < Hannover 96, 0-1; Liga-topscorer: Daniel Bärwolf (25); Winnaar SHFV-Pokal > Flensburg 08, 5-0            |
| 2000/01 | Regionalliga Nord               | III    | 3         | 2e ronde     | < MSV Duisburg, 1-1 (3-5 n.s.); Winnaar SHFV-Pokal > TSV Altenholz: 5-0                                    |
| 2001/02 | Regionalliga Nord               | III    | 1         | 1e ronde     | < Werder Bremen: 2-3                                                                                       |
| 2002/03 | 2. Bundesliga                   | II     | 11        | 1e ronde     | < MSV Duisburg: 2-3 n.v.                                                                                   |
| 2003/04 | 2. Bundesliga                   | II     | 15        | halve finale | < Werder Bremen: 2-3 n.v.                                                                                  |
| 2004/05 | Regionalliga Nord               | III    | 3         | 1e ronde     | < Borussia Dortmund: 0-1                                                                                   |
| 2005/06 | Regionalliga Nord               | III    | 3         | --           | Winnaar SHFV-Pokal > TSV Kropp: 4-0                                                                        |
| 2006/07 | Regionalliga Nord               | III    | 9         | 2e ronde     | < SV Wacker Burghausen: 0-0 (4-5 n.s.)                                                                     |
| 2007/08 | Regionalliga Nord               | III    | 16        | --           | Finalist SHFV-Pokal > Holstein Kiel: 0-1                                                                   |
| 2008/09 | Regionalliga Nord               | IV     | 8         | --           | Winnaar SHFV-Pokal > VfR Neumünster: 2-1 n.v.                                                              |
| 2009/10 | Regionalliga Nord               | IV     | 9         | 2e ronde     | < VfB Stuttgart, 1-3 n.v.; Winnaar SHFV-Pokal > Holstein Kiel: 2-0                                         |
| 2010/11 | Regionalliga Nord               | IV     | 3         | 1e ronde     | < MSV Duisburg, 0-2; Finalist SHFV-Pokal > Holstein Kiel: 0-3                                              |
| 2011/12 | Regionalliga Nord               | IV     | 11        | --           | Winnaar SHFV-Pokal > ETSV Weiche: 4-2 n.v.                                                                 |
| 2012/13 | Regionalliga Nord               | IV     | 18        | 1e ronde     | < Eintracht Braunschweig: 0-3; Faillissement                                                               |
| 2013/14 | Schleswig-Holstein Liga         | V      | 1         | --           | winnaar promotieserie met FT Braunschweig en Bremer SV                                                     |
| 2014/15 | Regionalliga Nord               | IV     | 7         | --           | Winnaar SHFV-Pokal > Holstein Kiel: 1-0                                                                    |
| 2015/16 | Regionalliga Nord               | IV     | 7         | 1e ronde     | < SC Paderborn 07, 1-2; Winnaar SHFV-Pokal > ETSV Weiche: 2-1                                              |
| 2016/17 | Regionalliga Nord               | IV     | 4         | 1e ronde     | < FC St. Pauli: 0-3                                                                                        |
| 2017/18 | Regionalliga Nord               | IV     | 4         | --           | |
| 2018/19 | Regionalliga Nord               | IV     | 2         | --           | Winnaar SHFV-Pokal > SC Weiche Flensburg 08: 1-0                                                           |
| 2019/20 | Regionalliga Nord               | IV     | 1         | 1e ronde     | < FC St. Pauli: 3-3 (3-4 n.s.); finalist SHFV-Pokal > SV Todesfelde: 2-3; Ligatopscorer: Ahmet Arslan (16) |
| 2020/21 | 3. Liga                         | III    | 19        | --           | |
| 2021/22 | Regionalliga Nord               | IV     | 5         | --           | 5e Groep Noord; winnaar SHFV-Pokal > TSB Flensburg: 2-2 (10-9 n.s.)                                        |
| 2022/23 | Regionalliga Nord               | IV     | 1         | 2e ronde     | < 1. FSV Mainz 05: 0-3; Winnaar SHFV-Pokal > SC Weiche Flensburg 08: 2-1                                   |
| 2023/24 | 3. Liga                         | III    | 19        | 1e ronde     | < TSG 1899 Hoffenheim: 1-4                                                                                 |
| 2024/25 | Regionalliga Nord               | IV     | 7         | --           | Winnaar SHFV-Pokal > Kaltenkirchener TS: 2-1                                                               |
| 2025/26 | Regionalliga Nord               | IV     | .         | 1e ronde     | < SV Darmstadt 98: 1-2                                                                                     |

## Bekende (ex-)spelers
- Giuseppe Canale